# João Justino Amaral dos Santos
João Justino Amaral dos Santos, kurz Amaral (* 25. Dezember 1954 in Campinas; † 31. Mai 2024 in São Paulo) war ein brasilianischer Fußballspieler.

## Karriere
Während seiner aktiven Karriere spielte der Innenverteidiger für Guarani FC, Corinthians São Paulo, den FC Santos und später in Mexiko. Seine Laufbahn beendete er 1987. 
Zwischen 1975 und 1980 absolvierte er 41 Länderspiele für Brasilien und nahm 1978 an der Weltmeisterschaft in Argentinien teil. Er kam in allen sieben Spielen zum Einsatz und belegte mit der Mannschaft den dritten Platz.
Dos Santos starb im Mai 2024 im Alter von 69 Jahren an Krebs.

## Erfolge
- Staatsmeisterschaft von São Paulo: 1979
- Mexikanischer Meister: 1984
- Copa Roca: 1976
- Weltmeisterschaft: Dritter 1978 (7 Spiele / 0 Tore)